# Törley József
Csantavéri Törley József Ernő Félix (Szabadka, 1858. január 10. – Oostende, Belgium, 1907. július 28.) gyáros, a pezsgőgyártás budafoki meghonosítója.

## Családja és származása
Apja Törley (szül: Schmierl) Bálint (1823–1900), 1848-as honvéd vadászhadnagy, édesanyja a tekintélyes nemesi származású bajsai Vojnits családból való bajsai Vojnits Mária (1835–1885) volt. Az anyai nagyszülei bajsai Vojnits Antal (1803–1868), táblabíró, földbirtokos, és Pervis Mária (1805–1864) voltak. Törley József anyai nagybátyja bajsai Vojnits Lukács (1832–1904), 1848-as honvédfőhadnagy, földbirtokos, a katolikus autonómia volt szabadkai képviselője.
Édesapja, miután részt vett az 1848–49-es forradalom és szabadságharc küzdelmeiben, "Schmierl Bálint" vezetéknevét Törley Bálintra magyarosította. A magyar név kiválasztásában szerepet játszott, hogy eredeti német neve, Schmierl, a ’kihúzni, törölni’ (Törlei) jelentésű schmieren, streichen szóból származik. A vadászhadnagy Törley Bálint a szabadságharc leverése után követte Kossuth Lajost a törökországi Sumlába az emigrációba, ahol Kossuthtól írásos dicsérő elismerést kapott. Törlei Bálintnak és feleségének, Vojnits Máriának hat gyermeke született, közülük három fiú és egy lány érte meg a felnőttkort: Törley Antal (1853–1899), Törley Gyula (1855–1934), Törley József (1858–1907) és Törley Ilona (1859–1884). 1896 április 1-jén I. Ferenc József magyar király nemességet és előnevet adományozott Törley József budapesti pezsgőgyáros és nagybirtokosnak. 1908. július 27-én Törley József fivéreinek Törley Gyulának és Antalnak valamint az utódainak I. Ferenc József magyar király magyar nemességet adományozott és megengedte nekik, hogy néhai Törley József "csantavéri" nemesi előnevét és címerét használhassák.

## Házassága és gyermekei
Törley József felesége székasi Sacelláry Irén (Pest, 1855. május 17.–Budapest, 1923. január 24.) volt. Irén édesapja székasi Sacelláry György (1824-1898), a Görög királyi Krisztus rend lovagja, udvari tanácsos, nagykereskedő, édesanyja Mirosavlevits Zsófia (1826-1896) volt. Sacelláry György építtette a Budapest XXII. kerületében található Sacelláry-kastélyt. Törley Józsefnek és Sacelláry Irénnek nem volt a felnőttkort is megérő gyermekük. Sacelláry György budapesti polgár 1884. október 10-én magyar nemességet és címert, valamint a "székási" nemesi előnevet szerezte meg adományban I. Ferenc József magyar királytól. Sacelláry Irénnek az apai nagynénje Sacelláry Mária (1820–1900), akinek a férje Muráty Szilárd (1817–1886), nagykereskedő, nagybirtokos; Muráty Szilárd és Sacelláry Mária az anyai nagyszülei voltak széki gróf Teleki Pál (1879–1941) miniszterelnökének. Törley József és Sacelláry Irén frigyéből egyetlenegy leánygyermek született:
- Törley Mária Zsófia Ilona (Budafok, 1886. május 26.–1887.)[17]

## Tanulmányai
A grazi kereskedelmi akadémián tanult, s itt találkozott Théophile Roederer francia pezsgőgyárossal, aki őt francia-német nyelvű levelezőként alkalmazta. Reimsben megismerkedett a pezsgőgyártás minden fortélyával, majd egy másik neves pezsgőgyártónál, a Delbeck et Cie. cégnél a gyakorlatban is kipróbálta a pezsgőkészítési tudományát.

## Gyáralapítás és terjeszkedés
A kedvező fogadtatás után Törley József önállósította magát, és Reimsben gyárat alapított.
1880-ban egy alapbor-beszerző körútján jutott el Promontorra (ma Budafok), s felfedezte, hogy a hely a pezsgőgyártásra alkalmas adottságokkal rendelkezik. 

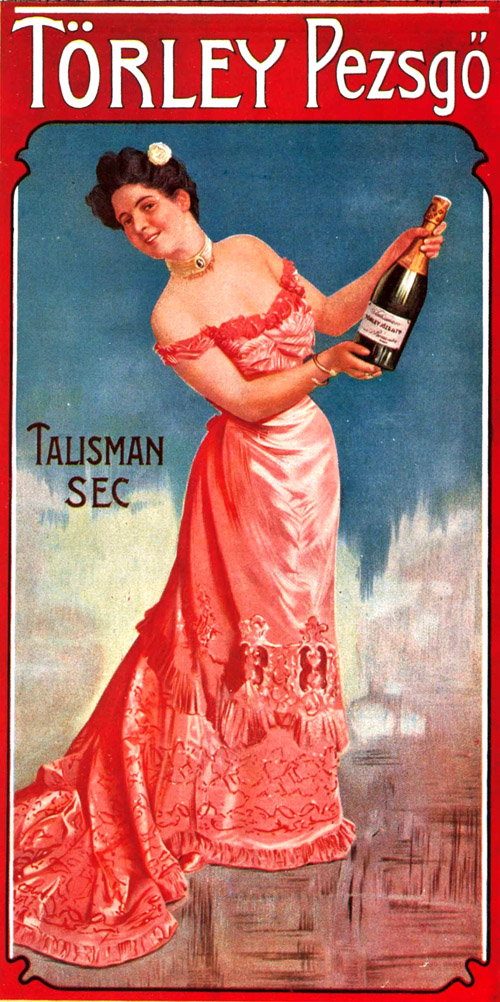
Törley pezsgő plakátja 1900 körül

Törley szőlőt, házhelyet és présházat vásárolt Promontoron, s 1882-ben ide telepítette reimsi gyárát, a cégbírósági bejegyzés szerint a Törley József és Társa cég 1882. augusztus 1-jén a Péter-Pál utca 578. szám alatt kezdte meg működését. A termelés francia gépekkel és francia szakemberekkel indult, a gyártást egyik megbízható reimsi barátja, a kiváló pezsgőmester, Louis François irányította, kit öccse, César François is követett 1886-ban. Később kiváltak a cégből, s egy saját üzemet hoztak létre, amely jó ideig komoly konkurenciát jelentett Törleynek.
1890-ben a gyár az Anna utcába költözött át, ahol Törley egy 20 ezer négyzetméteres pincét létesített. Az üzemet a legmodernebb gépekkel szerelték fel, Törley az országban elsőként vezette be a fagyasztásos seprőtelenítést. A lehető legjobb minőség az alapborok kiválasztásánál is elsődleges szempont volt, a cég többnyire Etyek és környéke pincészeteiből vásárolta a pezsgőnek valót.
A gyár folyamatosan fejlődött, a termelés 1905-ben megközelítette az egymillió palackot. Törley a minél gyorsabb és biztosabb áruszállításhoz elsőként vásárolt teherautókat, s alapító tagja lett a Királyi Magyar Automobil Clubnak is. A hazai piac ellátásán túl nagy hangsúlyt fektetett a pezsgők nemzetközi ismertségének növelésére is, először Franciaországban kezdte külföldi piacainak kiépítését, később a tengerentúli országokba is exportált.

## A sikeres üzletember

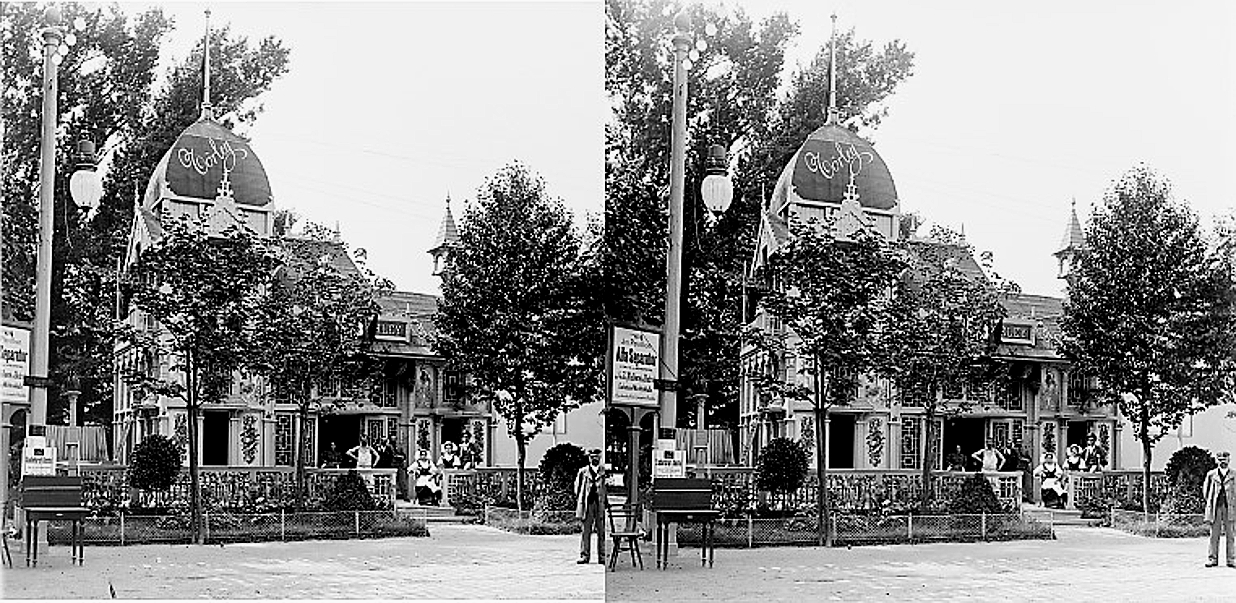
Sztereogram fénykép az 1896-os millenniumi ünnepségek Törley pavilonjáról

Törley hamar felismerte a jó reklám fontosságát is. Az 1890-es évek elejére a Törley pezsgő a felső tízezer közkedvelt italává, az ünnepi asztalok elmaradhatatlan kellékévé vált. 1885-ben elnyerte a budapesti Országos Általános Kiállítás aranyérmét, majd 1893-ban az Országos Iparegyesület aranyérmét is. Az 1896. évi millenniumi kiállítás egyik nevezetes látnivalója volt a Törley-pavilon. 1898-1899-ben az Osztrák–Magyar Monarchia legnagyobb pezsgőgyáraként már 1 millió palack pezsgőt állított elő.
Sikereit társadalmi téren is előrelépés követte, 1896. április 1-jén csantavéri előnévvel, magyar nemességet kapott az uralkodótól, I. Ferenc József királytól. A számára nagyon sikeres millenniumi kiállítás után Császári és Királyi Udvari Szállító cím birtokosa is volt.

## Halála
1907-ben a gyár megalapításának 25. évfordulóját nagy pompával ünnepelték meg, de az eseményt az alapító nem sokkal élte túl, július 28-án oostendei nyaralása közben, vakbélgyulladás-perforáció miatt váratlanul meghalt.
A Törley-mauzóleumban temették el. Az 1950-es években csontjait kidobálták, ékszerek után kutatva a sírban. A maradványokat egy helyi temetkezési vállalat emberei szállították el egy pesti köztemetőbe, több adat erről nem ismert.

## A gyár sorsa
A gyárat és a vagyont – mivel Sacelláry Irénnel való házasságából született gyermekei nem érték meg a felnőttkort – bátyjainak fiúgyermekei örökölték, akik ragaszkodtak a megszokott minőséghez. A történelem viharai azonban a pezsgőgyárat sem kímélték: 1944-ben bombatalálat érte az üzemet, a háború után mindössze négy fővel indult újra az igen szerény termelés, 1949-ben pedig államosították. A rendszerváltás után a német Henkell befektetői csoport vásárolta meg, majd a 2005. január 3-án megalakult Törley Pezsgőpincészet Kft. tulajdonába került.

## Emlékezete

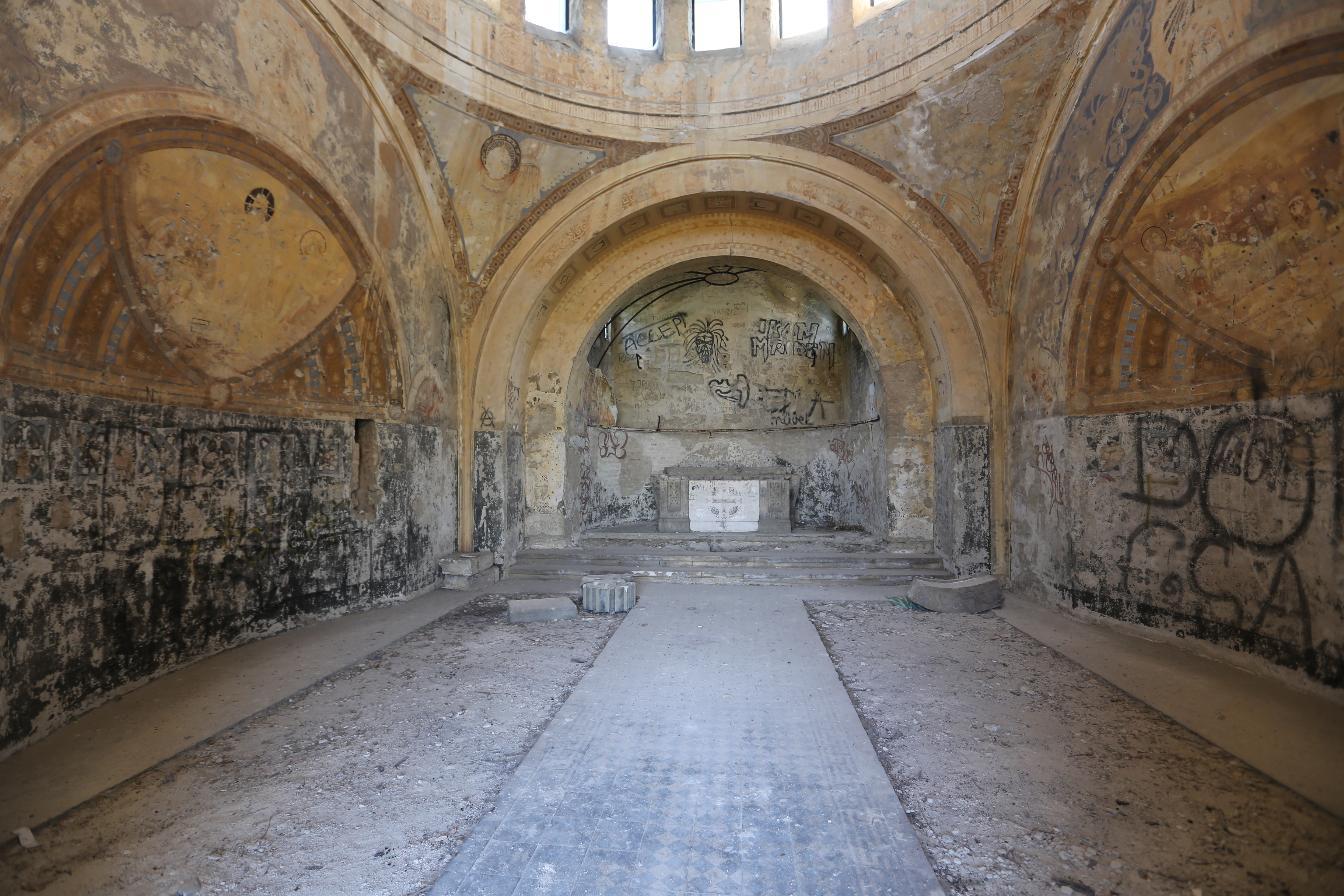
Budafok egyik leghíresebb műemléke, Törley József szecessziós mauzóleumának belső tere

Emlékét Magyarország  egyik legnagyobb sírépítménye, a Törley-mauzóleum őrzi, szerencsére az 1990-es években egy vállalkozónak meghiúsult a szecessziós sírhelyben történő diszkó nyitási ötlete.

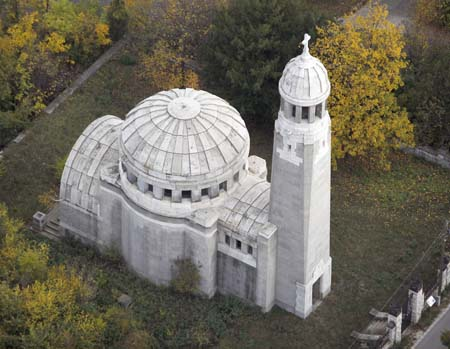
Törley József személyének emléket állító mauzóleum épülete

Törley József nevét viseli a világ első pezsgőrendje, a Budafokon 1987-ben megalakult Chevaliers Törley. A világ borászati hagyományait őrző Bacchusi Borrendekhez csatlakozott pezsgőrendnek 2017-ben pezsgőlovagja lett Mező Misi is.

## Érdekesség
A pezsgőgyártó családja annak idején gyakran megfordult Topolyán, pontosabban a Vojnich családtól vásárolt zobnaticai birtokán, ahol kastélyt épített. A Csantavérről származó, földműveléssel foglalkozó Törley család számára egy idő után kicsinek bizonyult a szülőfalu, és terjeszkedni kezdett. Törlei Bálint három fia: az építészmérnök Törley Antal, akinek Magyarországon volt birtoka, a közgazdász Törley Gyula, aki Zobnaticán a kastélyt építtette, és Törley József, a budafoki pezsgőgyár névadó alapítója. A tulajdonos legjobb üzlettársa testvére, Gyula volt, a zobnaticai nagybirtokos. A cégalapító testvérbátyja, Antal dédunokája R. Törley Mária figurális szobrászművész.